# Marcapatataggstjärt
Marcapatataggstjärt (Cranioleuca marcapatae) är en fågel i familjen ugnfåglar inom ordningen tättingar.

## Utbredning och systematik
Marcapatataggstjärt förekommer i Anderna i sydöstra Peru (Cusco). Tidigare kategoriserades vilcabambataggstjärten (C. weskei) som underart till marcapatataggstjärten, men urskiljs som egen art sedan 2016 av Birdlife International och naturvårdsunionen IUCN, sedan 2023 även av International Ornithological Congress.

## Status
Fågeln har ett begränsat utbredningsområde, men beståndet anses vara stabilt. IUCN kategoriserar arten som livskraftig.

## Namn
Marcapata är ett distrikt i Quispicanchi-provinsen i regionen Cuzco i södra Peru.